# Üregelés

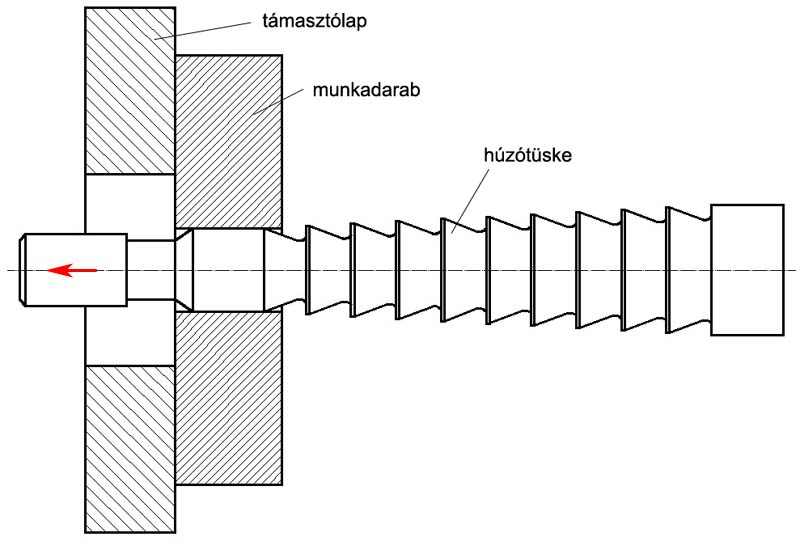
Üregelés

Az üregelés olyan forgácsolási módszer, amelyben egy fokozatosan növekvő méretű sokfogú szerszámot áttolnak vagy áthúznak egy előkészített furaton, így alakítják ki a végleges méretű és alakú lyukat vagy nyílást. Az egyenes vonalú főmozgást a szerszám végzi, az előtolást pedig az egymás után következő fogak lépcsőzetes növekedése biztosítja. Üregeléskor mellékmozgás nincs. Az üregelés alkalmas mind belső (átmenő), mind külső felületek megmunkálására. Az üregelés előnye a nagy termelékenység, a pontosság és a jó felületi minőség. Hátránya a nagy szerszámköltség, ezért egyedi gyártásban nem alkalmazzák.

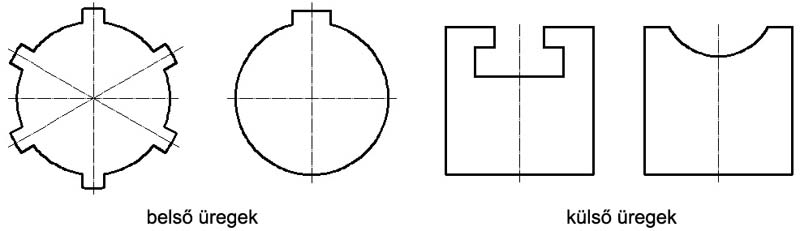
Jellegzetes üregelt szelvényalakok

## Az üregelés szerszámai

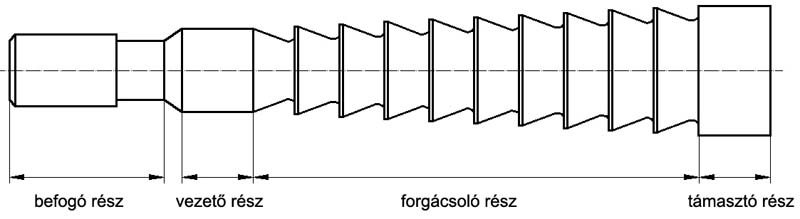
A húzótüske részei

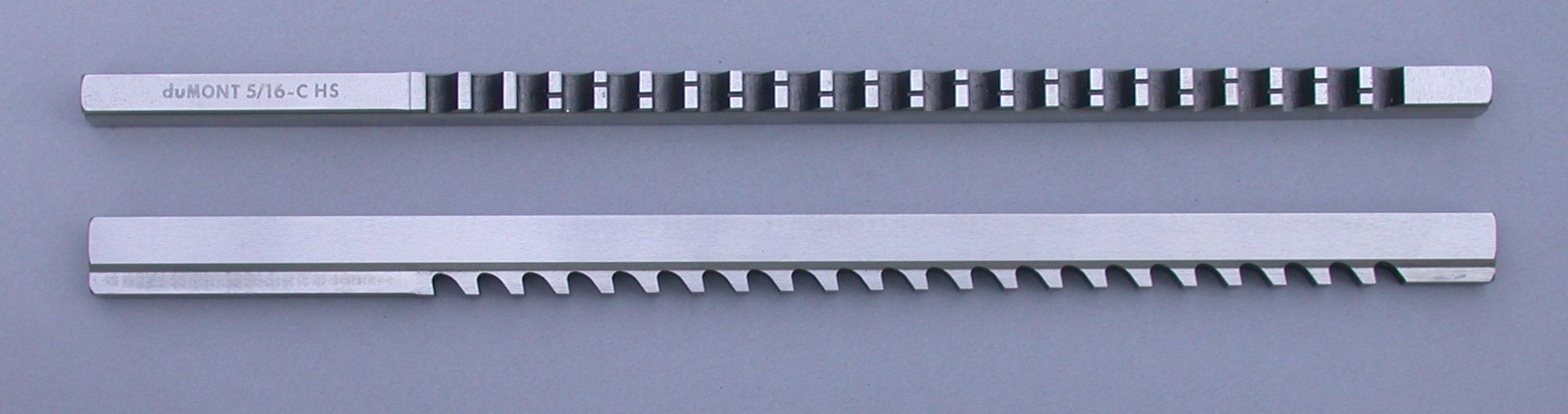
Külső üregelőszerszám

Az üregelés szerszáma a húzótüske. A befogó részt az alakítás előtt átfűzik az előre elkészített furaton. A vezetőrész pontosan illeszkedik a furatba, tehát biztosítja a húzótüske központos helyzetét. A húzótüske egymás után növekvő fogai mind külön-külön választanak le forgácsot a furat falából. A fogak osztását úgy kell megválasztani, hogy egy időben 3–4 fog forgácsoljon. Ennél kevesebb alakító fog ugyanis nem biztosítja a tüske megfelelő vezetését, ennél több forgácsoló fog pedig nagyon megnövelné az alakító erőt.
A húzótüske tervezésekor az egyik legfontosabb feladat a forgácstér méreteinek helyes meghatározása, mert az alakítás közben (áthúzáskor) keletkezett forgácsnak el kell férnie a forgácstérben.
A nyomótüske annyiban különbözik a húzótüskétől, hogy átnyomják a munkadarab furatán. Hátránya az, hogy a tüske kihajolhat művelet közben.

## Üregelőgépek

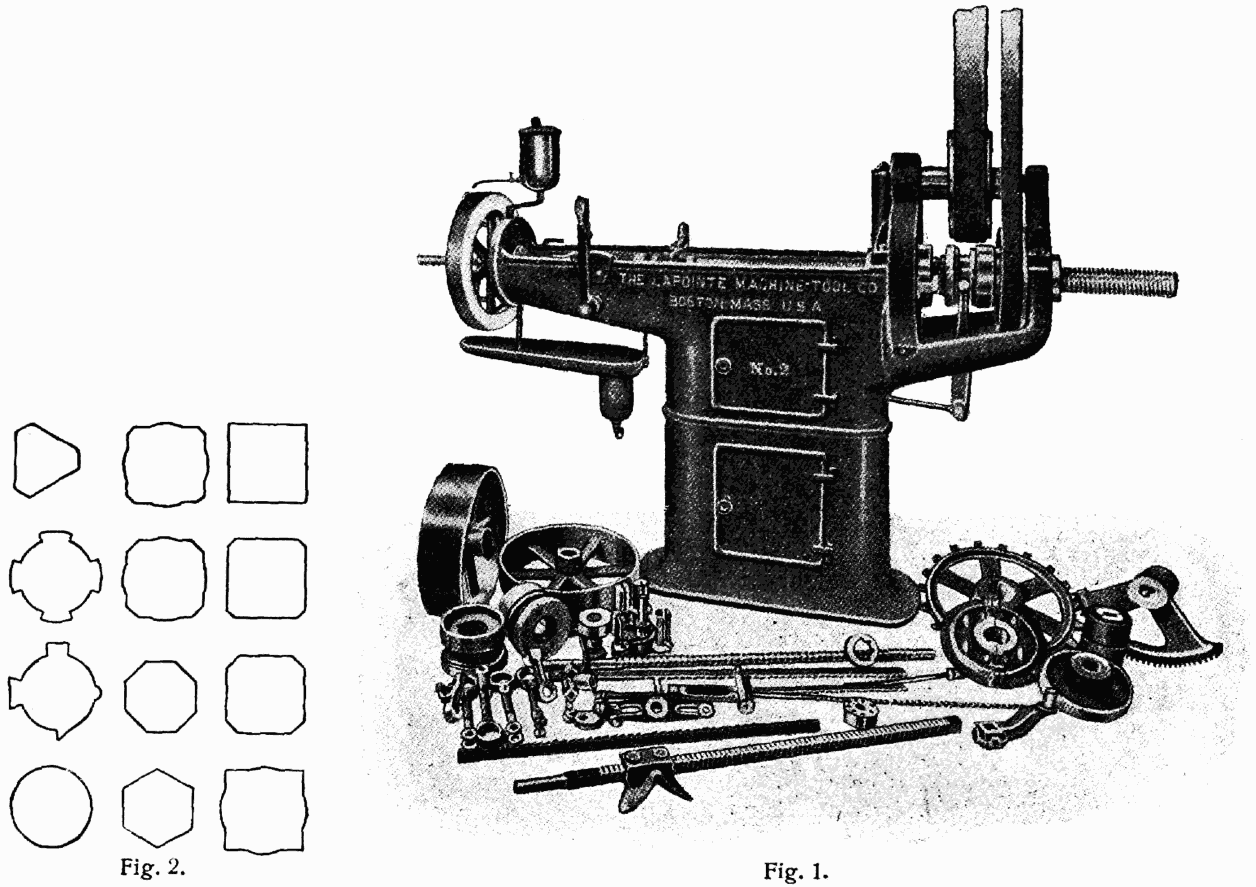
Régi, 1904-ből származó üregelőgép és üregelt szelvényei

A megmunkált felület elhelyezkedésétől függően az üregelőgépek lehetnek: belső, külső és különleges rendeltetésű üregelőgépek.

### Belső üregelőgépek
A belső üregelőgépek a legelterjedtebb típusú gépek, kizárólag belső üregek megmunkálására alkalmasak. Előnyük a nagy lökethossz, a géppel tehát mély üregeket is meg lehet munkálni. Vízszintes és függőleges elrendezésűek lehetnek.
Az üregelőgép működtetését hidraulikus hengerrel oldják meg. A súrlódás csökkentésére, a keletkezett hő elvezetésére és a forgács eltávolítására bőséges hűtésről gondoskodnak, amit szivattyú biztosít.
A függőleges üregelőgép hasonlóan hidraulikus hengerrel működtetett, kialakításától függően felülről lefelé vagy fordítva dolgozhat. A függőleges üregelőgépek előnye a vízszintes gépekkel szemben a kis helyszükséglet, könnyebben kezelhetők, gyorsabb a kiszolgálás, a tüske nem hajlik ki. Hátrányuk a rövidebb lökethossz.

### Külső üregelőgépek
A külső üregelőgépek felépítése hasonló a függőleges üregelőgépekhez. Külső üregeléskor (alakhúzáskor) a szerszám nem zárt térben dolgozik, hanem kívülről forgácsolja a megmunkálandó felületet, ezért mind a szerszám, mind a munkadarab befogása eltér a belső üregelőgépek befogási lehetőségeitől.
A munkadarabot mereven fogják fel egy mozgatható asztalra, a forgácsolás felülről lefelé történik. A löket végén az asztal kissé eltávolodik a szerszámtól, így a visszamenetben a szerszám nem súrolja a munkadarabot. A forgácsvastagság nagyobb, a szerszám és a lökethossz rövidebb, mint belső üregeléskor, ezért nagy ráhagyás esetén több fogást is lehet venni a mozgó asztallal. A termelékenység növelésére két szerszámos, ún. iker alakhúzó gépeket is építenek, amelyeken a szánok egymástól függetlenül is működtethetők.